# 金正日政治軍事大学
金正日政治軍事大学（キムジョンイルせいじぐんじだいがく／朝鮮語表記：김정일정치군사대학교）とは、朝鮮民主主義人民共和国（北朝鮮）の首都、平壌市に所在する工作員養成機関。別名を「朝鮮労働党130連絡所」「人民軍695軍部隊」ともいう。

## 概要
金正日政治軍事大学は北朝鮮の首都、平壌の北郊にある工作員養成機関である。入学は自分の意思ではなく、当局の召喚によるものであり、入学生の多くはそこが工作員養成の機関であることを知らないまま入学する。家柄や容姿、学校の成績、北朝鮮最高指導者への忠誠心を考慮した国家審査で毎年200人選抜され、徹底した工作員教育が施される。
朝鮮労働党中央党三号庁舎の作戦部に属する。三号庁舎は「朝鮮半島の平和統一というものはありえず､武力による赤化統一によって実現する」とする金日成・金正日の指導に基づいて組織された機関であり、韓国（大韓民国）に対する工作活動を行う。北朝鮮が武力統一を実現するためには、韓国内部に反政府勢力を構築する工作員を必要としており、その活動は多岐におよぶ。三号庁舎は、平壌市の中心部に位置する朝鮮労働党本庁舎からは少し離れた市内戦勝駅から徒歩でおよそ10分のところに所在している。
中央党三号庁舎を構成するのは、社会文化部（現・対外交流局）、対外情報調査部（通称、35号室）、作戦部（現・朝鮮人民軍偵察総局）、統一戦線部の4つの部署である。4部署のおよその役割分担は以下の通りである。
- 対外交流局 … 韓国に侵入して秘密地下組織を構築し、韓国国内の反政府勢力を糾合して反北勢力に対するテロ活動や拉致行為を行う部署[4]。烽火政治大学という自前の工作員養成機関を持ち、国内に自前の「招待所」も持っている[4]。
- 対外情報調査局 … 韓国以外の世界各国に対するスパイ活動、拉致、テロ行為を行う部署[1]。1987年の大韓航空機爆破事件を担当したのがこの部署である[1]。工作員養成に関しては、作戦部や対外交流局に委託している[1]。対外情報調査局の「招待所」は教育を終えた工作員の各種教育・訓練の場になっており、海外にも数多く設置されている[1]。麻薬の密売や偽造紙幣の使用、武器の購入などもこの部署で行っている[1]。
- 作戦部 … 韓国に派遣する秘密地下組織の工作員を手引きしたり、移送したりするほか、要人の拉致や暗殺、重要施設の爆破といった任務を受け持つ部署[5]。最もよく訓練された3,000名の工作員（特殊訓練要員）を保有し、平時は無論、戦時には韓国を内側から瓦解させる役割を担う[5]。4部署中最大の規模を有し、金一族が最も大切にし、誇りに思っている部署だといわれている[5]。金正日政治軍事大学は、この部署に属する。
- 統一戦線部 … 南北会談を主管する部署であり、在日本朝鮮人総聯合会を直接管理、指導している[6]。北朝鮮最高指導者に対して「忠誠の資金」という名目で秘密資金を集める際にも先頭に立っている[6]。

作戦部に属する金正日政治軍事大学は当初、対南（対韓国）工作員を養成するための教育機関として発足し、その後、対日本、中国、米国やヨーロッパ諸国に対応する工作員の養成にも対象を拡大した。現役工作員が居住しながら再教育を受けるために「招待所」という施設が開設されており、工作員のみならず拉致被害者の居住施設にも充当している。「招待所」は、北朝鮮領内に数百か所設けられている

### 沿革
- 1945年 - 平壌市に金剛（クムガン）学院が設置される[7]。
- 1948年 - 海州市に松島（ソンド）政治学院が創設される[7]。
- 1957年 - 2校を統合して平壌に朝鮮労働党政治学校を開設[7]。
- 1960年代 - 686訓練所が設けられる[7]。
- 1972年 - 686訓練所を廃止。施設は国家安全保衛部政治大学に引き継がれる[7]。
- 1972年 - 朝鮮労働党政治学校を金星政治軍事大学に改称[7][注釈 1]。
- 1980年 - 朝鮮労働党中央委員会直属政治学校を開設[7]。
- 1992年1月25日 - 対外情報調査部と社会文化部が管轄する烽火（ボンファ）政治大学を分校として分離[7]。金星政治軍事大学は、作戦部管轄の「金正日政治軍事大学」に改称[7]。

### 所在地・施設
北緯39度08分22秒 東経125度44分59秒 / 北緯39.13944度 東経125.74972度座標: 北緯39度08分22秒 東経125度44分59秒 / 北緯39.13944度 東経125.74972度
順安飛行場（平壌国際空港）から南下して平壌市内に入る際、左側（東側）に大きな放送アンテナが2つ設置された山が見える。この山を越えたところに金正日政治軍事大学の敷地がある。鉄道の平壌駅からは北へ約12,5キロメートルの位置である。なお、大学から北北東約4キロメートルのところに日本人村（日本人教官村）があり、南側には三号庁舎作戦部に所属する915病院がある。
金正日政治軍事大学は平壌直轄市兄弟山区域鶴山里と龍城区域新美里一帯に広大なキャンパスを持っている｡なお、北朝鮮の地図では金正日政治軍事大学を行政地域として表示しておらず、外部に住所を知らせる場合は「平壌市牡丹峰区域平和二洞」という架空の住所を表示する。
大学の敷地は鉄条網に囲まれており、その内側に林があって障害物訓練コース・直線の訓練コースとなっている。構内には、訓練に使う武器や被服の倉庫、講堂、講義室、実習室、体育館、図書館、グラウンド、学生や教官の宿舎、教官専用と学生専用に分かれた食堂、695病院などの施設があり、これらの施設を取り囲むように訓練コースがある。大学には常に150名におよぶ朝鮮人民軍兵士が駐屯し、厳重な警備体制が敷かれている。なお、大学の東方約4.4キロメートル、順安空港の南東約14キロメートルの地点に、金一族の本宅といわれる大豪邸、「55号官邸」がある。
金正日政治軍事大学の北東方向には、分校として開設された烽火政治大学（朝鮮労働党110連絡所）がある。位置は、金正日政治軍事大学と以南化環境館（韓国人化教育会館）を結んだ線のほぼ中間である。

### 予算
金正日政治軍事大学の予算は、北朝鮮の1つの道を賄える程、巨額であるという。なお、海外での工作活動に使用するための貨物船「勝利号」を保有している。

## 学科と教育・訓練内容
本校（6年制）の学生数は400人を越えるといわれる。分校（教育機関は1年、2年、3年）は約100人である。学生は、大学キャンパスを離れることも、家族も含め学外の人間と連絡を取ることも許されない。例外は、年に2度許される外出と年に1度家族に送る年賀状であるが、この場合も差出人住所を書くのは禁じられている。戸籍からは抹消され、家族の安否を知ることもできない。1998年当時、訓練された工作員は3,000名、作戦待機中の工作員は2,000名といわれていた。
本校では、韓国と日本に侵入する工作員を目的地の海岸まで案内する要員および工作船の乗組員を養成し、卒業後、作戦部に所属する6か所の連絡所に配属されるのに対し、分校では実際に国外で工作活動を行う要員を養成する。
大学での訓練は過酷である。大学は、北朝鮮の朝鮮労働党作戦部に属する工作員養成機関として、学生に対して格闘技や射撃、水泳、爆弾製造、壁登り、語学、地質学、無線（モールス信号）、航海術といった訓練を施し、これらはすべて「主体思想」によるイデオロギー教育と組み合わせられている。イデオロギー教育の中身は、革命歴史、労作、思想、哲学、情報学といった学課である。韓国については「米国の帝国主義の下で苦しむ貧しい操り人形たち」という洗脳教育を施し、西側社会とは金持ちの資本家たちが富を独り占めする不平等社会である、と教え込まれる。現在の教育期間は6年2カ月で、4年制大学の一般課目も教育する。第10期生・第11期生当時の教育期間は2年であった。なお、金賢姫は1年間の短期コースを受けている。
工作員養成の教官は学生に対し、「任務のため常に命を犠牲にする覚悟を持て」と繰り返し叩き込むことを常としている。また、工作員は身柄を拘束されそうになった場合には、生け捕りにされて尋問を受けるよりは、青酸カリの入ったカプセルを飲み自殺せよと教えられる。
学費・食費は無料。特に食事は無条件で将校と同じ待遇であり、豚肉、鶏肉、卵、白米といった北朝鮮の一般国民が口にすることのできない豪勢なものが出される。毛ガニが1人に1つずつ出されたこともあったという。北朝鮮ではエリート職の部類に属するパイロットの何倍もの高カロリーの食べ物が供給されており、その結果、工作員と一般国民では、体格が大人と子どもほども違うといわれている。
金賢姫によれば、彼女は1歳年下の金淑姫とペアを組まされ、同じ招待所に住まわされた。2人の日課はおよそ次のとおりであった。
朝6時に起床し、顔を洗って清掃をしてから、7時には朝食をとり、7時30分から8時30までは金日成徳性資料を朗読したのち、軍服に着替え、マスクとサングラスをかけて顔面を覆い、いつでも姿を隠せるよう雨傘を携帯したうえで大学の講義室に向かう。8時30分から13時まで午前の講義があるが、その間、同級生に対しても顔面の露出や声を聞かれることは許されない。午後は16時まで昼食と休憩があり、17時30分までは午後の講義、その後19時までは自習と運動の時間で、夕食を済ませてから20時から21時までが体力鍛錬と訓練の時間である。そして、21時から22時まで10キログラムの背嚢を背負って毎日4キロメートルの「山岳行軍」をおこない、その後、日記を書いて翌日の予習をして23時に就寝する、というのが平日のおよそのスケジュールであった。なお、土曜日は、同じ重さの背嚢を背負って3時間かけて25キロメートルの山岳行軍が課せられた。
男性の訓練はもっと厳しく、20キログラムの背嚢を背負って毎日12キロメートルの行軍を30分から35分でおこなわなければならず、それができないと自動的に脱落となる。週末には20キロメートル、月末には40キロメートル、年末には80キロメートルなど過酷な訓練がなされる。また、教育12日目には8キロメートルを2時間で泳ぎ切らなければならない。2学年になると、4キロメートルの潜水訓練を25日受ける。学科は1年次には金日成・金正日の労作、哲学、数学、物理学、化学、英語など、2年次には南朝鮮情勢が加わり、そうした基礎の上に、特攻訓練、情報学、射撃、撃剣などが加わる。
学生たちが厳しい訓練を積むうち「無法者」というべき気風が醸成される。学生が自分の教官を無慈悲に殴打することが、この学校では正当に認められていた。1984年には、第19期生が平壌直轄市の中心部にある遊園地で、一般人や軍人に暴行するという事件が起こり、大きな社会問題になったことがある。また第21期生35名が、朝鮮人民軍の一個大隊と大乱闘となり、一個大隊をあっという間に倒すという事件もあった。日々「人間凶器」として厳しい訓練を受けている学生と、ろくに食べるものすらない軍人ではまったく勝負にならなかった。

### 班
金賢姫の在学時代には、以下の3つの班（学科）があるとされたが、教育課程が公表されていなかったので、真偽不明である。
- 情報班
- 外国語班
- 戦闘員班

1990年代における6年制の本校の課程には、以下のような班があり、各班の学生数は18人から23人くらいであった。
- 案内班（特攻隊班）…韓国・日本への侵入時に工作員を目的の海岸まで案内する要員の養成
- 航海班…航海士の養成
- 機関班…エンジン・操船専門要員の養成
- 通信班…無線・電子機器操作員の養成

なお、分校には工作員を養成する工作班、教官要員を養成する養成班、韓国情勢の分析や研究を行う研究班が設けられている。

### 教育
安明進の証言によれば、彼は毎日最低7回「首領と党のために自爆、自殺しよう!」と叫びながら生活していたという。食事や授業開始のたびごとに、こう唱和することが義務づけられていたのである。
語学においては、潜行相手国で、本国人と見分けがつかないよう語学教育を施す。金賢姫は日本語に関して、日本人と区別がつかないほど堪能である。安明進も韓国各地の方言をミスなく言えるようになるまで訓練されたという。
安明進によれば、日本の『新幹線大爆破』､『陸軍中野学校』や、アクション映画などの300本を越える外国の映画を視聴したという。なお、『新幹線大爆破』は、金正日が「スパイになる者にはかならず一度は見せるべき映画だ」と指示したため、学生に見せるようになった。金賢姫も、金淑姫とペアを組み、起居をともにしていたときは、毎週1本ないし2本の、主としてスパイ映画を視聴が義務づけられており、見終わったあとは2人で互いに討議することが必須課題となっていたことを証言している。

### 軍事訓練
陸上訓練
- 新兵訓練は6ヶ月間行われる。
- 25kgの砂袋を背負い、毎日5kmの距離を1時間で走る｡
- 毎月一度、25kgの砂袋を背負い、40kmの山道を3時間30分で走りきる訓練を行う。
- 地図を頭にたたきこんで、深い山道を数十キロ歩く「地形学単独訓練」を行う。
- 数十分以内に穴を掘って潜り込むピット訓練を行う。
- 自動車の運転を習得する。
- オートバイの運転を習得する。

水中訓練
- 1年生は10kmを3時間以内で泳げなければならない。
- 2年生は50kmを泳げなければならない。
- 150気圧の酸素ボンベを使いながら、30kmの距離を2時間で一度も頭を出さず目標に到達する。
- 潜水しながら大型船に接近し、船舶を奪う訓練を行う。
- 氷点下の水中にじっと20分間つかる寒冷克服訓練を行う。

格闘訓練
- 股を割る訓練を行う。
- 素手でブロックを割る訓練を行う。
- 棍棒で打たれる訓練を行う。
- 酒瓶を砕いたガラスの上で半裸で横になり、苦痛に耐える訓練を行う。

短刀操法
- 短剣で相手の急所を刺す訓練を行う。

射撃訓練
- 毎日数十発の射撃訓練を行う。
- 手榴弾や無反動砲も湯水のように使用して訓練を行う。

海上訓練
- 工作船の操縦､無線通信､レーダー操作の訓練を行う。
- モールス通信の訓練を行う。

合法訓練・半合法訓練・非合法訓練
- 変装訓練を行う。
- 進入訓練を行う。
- 盗みの訓練を行う。
- 拉致訓練を行う（後述）。
- テロ訓練を行う。実際の放送局を使った放送局破壊訓練がある。

### 韓国人化訓練
工作員が韓国人化するための訓練を5ヶ月間行う。卒業後、潜入先の人間として通るよう「エネマイゼーション（敵との同化）」の訓練が施されるのである。訓練場所である以南化環境館（韓国人化教育会館）は長さ10キロメートルにおよぶ巨大な地下トンネルのなかにあり、そこでは韓国のソウルが忠実に再現されている。そこでは、拉致された韓国人などの指導の下、訛りの習得や、韓国の社会的・政治的文化についても学ぶ。具体的には、「値切り」を含む買い物の実習やカラオケの訓練などであり、薬局における実習では、韓国から拉致してきた本物の薬剤師を相手に行う。以南化環境館には、歓楽街まで再現されている。韓国軍の内情についても詳細に学ぶ。工作員は、北朝鮮人民軍についてはよく知らないのに韓国軍については具体的に学んでいる。

### 拉致指令と拉致訓練
安明進によれば、対日工作を専門とする清津連絡所のスパイは日本に侵入することなどお手のものだと豪語しており、北朝鮮工作員からしてみれば「赤子の手をひねるようなもの」、「メシ食ってクソするくらい簡単」だという。工作員教育を受けている学生のうち、最も成績のわるい者が清津連絡所に配置されるが、日本侵入が一番簡単だからであり、優秀な人間は韓国侵入にまわされる。
日本に侵入する工作船は快速艇で、500馬力以上のOMC高速エンジンが4機ずつ搭載されており、50ノット近いスピードで航行することができるが、普段はレーダーにかからないようエンジン1台を低速で稼働させている。外見は日本の漁船に偽装している。また、工作員たちは日本の漁師が身に着けているような服を着用し、船名も日本名を使用する。さらに、工作母船の船主には船名を付け替えられるような細工がある。
安明進によれば、北朝鮮が日本人を拉致する最大の理由は、「祖国統一の偉業を完遂するため」である。分断された朝鮮半島を赤化統一するためには、植民地支配をおこなった日本の犠牲は当然であり、必要でさえあるというのが金正日体制の主張である。日本に侵入した際には可能なかぎり日本人を拉致してくるというのが、工作員に与えられたもう一つの任務である。そして、韓国や日本、東南アジア諸国に侵入させる工作員の教育係として、日本語教育や日本の文化、風習、地域的特性などを教えさせるのである。
拉致については、かつては銃や凶器を突き付けたり、急所を殴って気絶させたりしたこともあったが、1970年代中葉からは革やナイロンでつくられた拉致用の袋を使用している。この袋はようやく人間1人が入れるほどの大きさで、そのなかで暴れたり抵抗したりするとますます身体が締め付けられるようにできている。呼吸のための空気孔が1、2か所あいている。袋に入れるまでにハンカチかタオルのようなものに強力な麻酔剤をしみこませて口を覆う。工作員教育を受けるときは、915病院製作の麻酔剤を実際に用いて拉致の実習を行った。錠剤を使う場合もある。安明進は、大学の2年目から拉致の訓練が始まったと証言している。
侵入場所は日本海側に限らない。1980年代以降は、韓国が海岸警備を強化したのでむしろ東海岸、太平洋側が増えてきた。また、ロシア極東地方へ向かうとみせて日本漁船に紛れて南下するような偽装作戦も不可欠となってきた。それにより、レーダーの監視を逃れようというものである。
安明進によれば、1970年代以降の本格的な日本人拉致の張本人は金正日である。金正日政治軍事大学で使用されていた『南朝鮮革命史』『地下党建設』『主体哲学』などの教科書には、拉致の指令が金正日から発していることが明確に示されている。

## 教官
指導員は金正日政治軍事大学OBの工作員がなることが多い。他の教育機関出身の教官に対して、学生たちはおおむね不服従である。他の海軍軍事大学を首席で卒業した軍人が務めたこともあったが、学生たちに執拗にからまれたり、殴られたりして最後は転出した。
外国人化訓練では、「李恩恵」（本名、田口八重子）などのように、拉致された外国人が務めることがある。金賢姫の同僚工作員であった金淑姫は、13歳で北朝鮮に連行された横田めぐみから日本語の教育を受けていたという複数の証言がある。金賢姫と金淑姫の2人はまた、1984年6月から8月にかけて、龍城40号招待所で孔令譻という中国人女性から中国語（北京語）の手ほどきを受けたが、この女性もやはり、1978年にポルトガル領マカオから北朝鮮に拉致されてきた女性であった。
安明進は大学の構内で拉致された日本人を6名、その他の分校や招待所、915病院で十数名を見たと証言しており、さらに何時、何処でどのように拉致したかについての証言を先輩の工作員から聞いている。

## 卒業生
教育を終えた工作員は、作戦部が保有している開城・沙里院・清津・元山・南浦・海州などの工作員連絡所に配属され、さらに専門教育を施され、対南工作員、対日侵入工作員として、いつでも該当地域に侵入できるよう準備する。こうした連絡所は、任務に必要な通信機器や船舶、装備などをそろえるために、世界中であらゆる謀略行為をおこなっている。作戦が終わると招待所で再教育される。
対日工作は、主として日本海沿岸に立地する清津連絡所で行っている。日本への侵入は「メシの後、トイレに行くようなもんだ」といわれるくらい簡単なことだとされており、卒業生の中でも成績の低い生徒が配属されるといわれる。もっとも成績の良い生徒は対南（対韓国）工作に従事する。
著名な卒業生は、以下の通り。
- 李善実 - 金剛学院で集中学習[35]。
- 丁順権 - 第11期生。横田めぐみを新潟から拉致した実行犯。
- 金賢姫 - 金星政治軍事大学第17期工作班卒業。大韓航空機爆破事件の実行犯の一人（共犯は金勝一）。
- 金淑姫 - 北朝鮮の工作員。金賢姫と同期。横田めぐみから日本語の指導を受けていた。
- 金東植 - 1995年に韓国潜入中に逮捕された。第19期生。現在は韓国情報機関に協力。
- 安明進 - 金正日政治軍事大学第25期卒業。卒業後の1993年9月、韓国に亡命した。横田めぐみ目撃証言など重要な証言多数。